# Lubuk Muda (Siak Kecil)
Lubuk Muda is een bestuurslaag in het regentschap Bengkalis van de provincie Riau, Indonesië. Lubuk Muda telt 3710 inwoners (volkstelling 2010).